# Eugeniusz Smarzyński

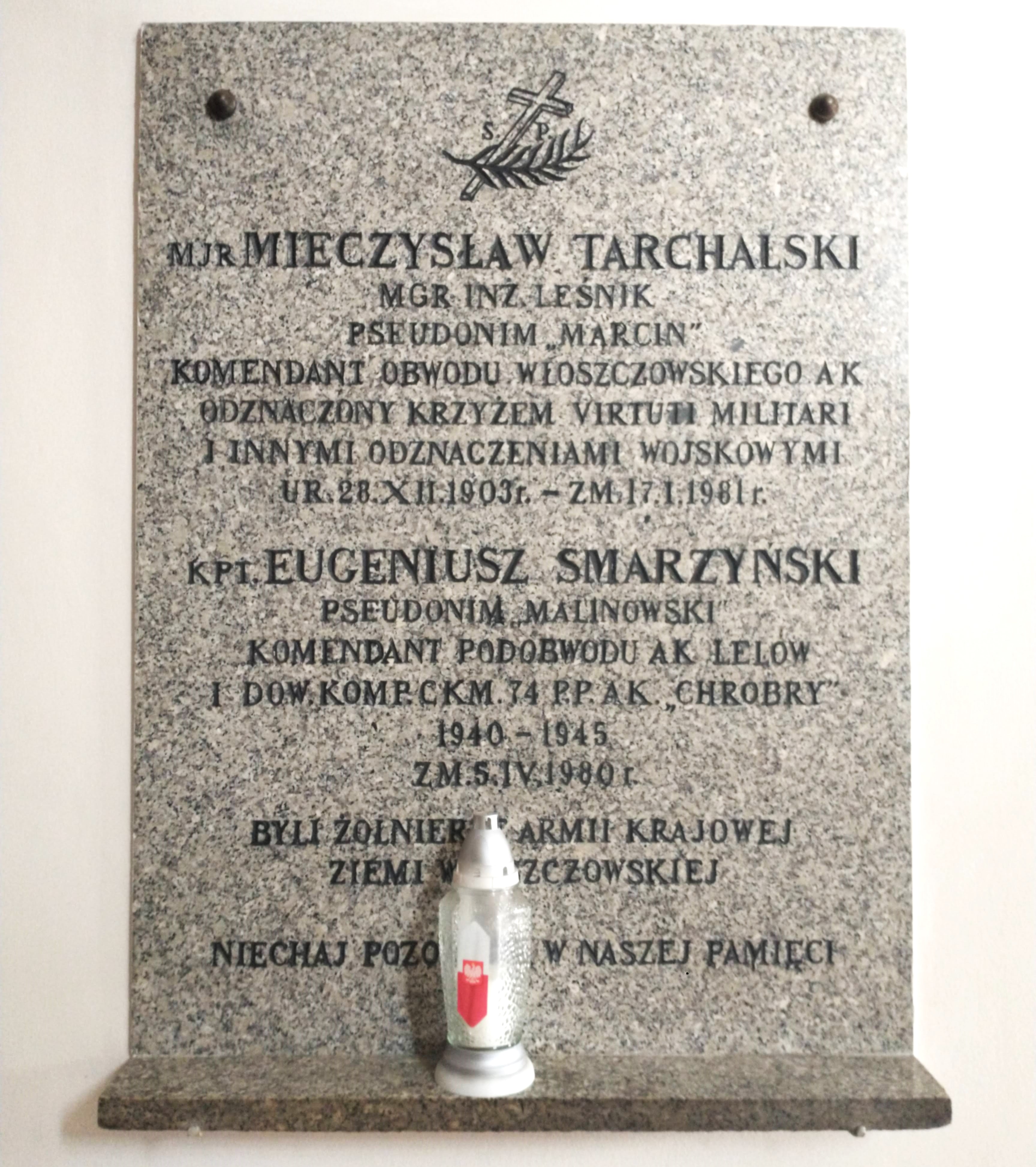
Tablica pamiątkowa w kościele Wniebowzięcia NMP we Włoszczowie

Eugeniusz Marcin Smarzyński ps. „Błysk”, „Malinowski” (ur. 12 listopada 1911 w Wąsoszy, zm. 5 kwietnia 1980 w Warszawie) – polski wojskowy, oficer Armii Krajowej, dowódca kompanii w 74 pułku piechoty AK. Kawaler Orderu Virtuti Militari.

## Życiorys
Urodził się w chłopskiej rodzinie Jana i Stefanii z Będkowskich. Po ukończeniu Państwowej Szkoły Przemysłowej w Bydgoszczy i uzyskaniu tytułu technika młynarskiego odbył służbę wojskową w szkole podchorążych rezerwy 27 pułku piechoty. W 1936 roku został awansowany do stopnia podporucznika rezerwy. Przed wybuchem II wojny światowej pracował jako konstruktor w Fabryce Maszyn A. Kryzel & J. Wojakowski w Radomsku.
Od listopada 1939 roku uczestniczył w konspiracji, w szeregach Służby Zwycięstwu Polski i Związku Walki Zbrojnej, tworząc i dowodząc placówką w Gidlach. Od lata 1942 roku był komendantem podobwodu Koniecpol Armii Krajowej, od września 1943 roku członkiem oddziału partyzanckiego dowodzonego przez Mieczysława Tarchalskiego. W czasie akcji „Burza” dowodził kompanią 74 Pułku Piechoty AK. W Armii Krajowej pozostawał do dnia jej rozwiązania, awansując do stopnia kapitana.
Przez kilka następnych miesięcy ukrywał się, po czym wyjechał w koszalińskie. W 1946 roku zamieszkał w Kielcach. Pracował w Państwowych Zakładach Zbożowych, od 1950 roku w Warszawie. W 1952 roku uzyskał dyplom inżyniera. W latach 60. i 70. pracował jako projektant w Biurze Projektów Przemysłu Paszowego oraz w „Cukroprojekcie”. Był autorem podręczników publikowanych w serii Biblioteka Młynarza. Na emeryturę przeszedł w 1976 roku.
Był odznaczony między innymi Krzyżem Srebrnym Orderu Virtuti Militari, trzykrotnie Krzyżem Walecznych oraz, w 1957 roku, Srebrnym Krzyżem Zasługi.
Zmarł w 1980 roku w Warszawie. Został pochowany na cmentarzu parafialnym w Zielonce.